# SN 2000dn
SN 2000dn – supernowa typu Ia odkryta 27 września 2000 roku w galaktyce IC1468. W momencie odkrycia miała maksymalną jasność 17,90m.